# Кубок Ліхтенштейну з футболу 1989—1990
Кубок Ліхтенштейну з футболу 1989—1990 — 45-й розіграш кубкового футбольного турніру в Ліхтенштейні. Титул здобув Вадуц.

## Перший раунд
| Команда 1      | Рахунок | Команда 2   |
| -------------- | ------- | ----------- |
| Ешен-Маурен II | 2–1     | Трізен      |
| Руггелль       | 3–2     | Вадуц-2     |
| Трізенберг     | 0–2     | Вадуц       |
| Шан            | 1–2     | Ешен-Маурен |
| Трізенберг II  | 2–3     | Руггелль II |
| Шан II         | 1–4     | Трізен II   |
| Шан Аццуррі    | 2–5     | Бальцерс II |

Вільний від першого раунду Бальцерс.

## 1/4 фіналу
| Команда 1      | Рахунок | Команда 2   |
| -------------- | ------- | ----------- |
| Руггелль       | 2–5     | Бальцерс    |
| Бальцерс II    | 1–6     | Ешен-Маурен |
| Ешен-Маурен II | 1–4     | Вадуц       |
| Трізен II      | 4–1     | Руггелль II |

## 1/2 фіналу
| Команда 1   | Рахунок | Команда 2 |
| ----------- | ------- | --------- |
| Ешен-Маурен | 3–0     | Бальцерс  |
| Трізен II   | 1–4     | Вадуц     |

## Фінал
| 24 травня 1990 |

| Вадуц | 4–1 | Ешен-Маурен |
| ----- | --- | ----------- |
|       |     |             |

|  |